# Lethops connectens
Lethops connectens es una especie de peces de la familia de los Gobiidae en el orden de los Perciformes.

## Morfología
Los machos pueden llegar a alcanzar los 6,4 cm de longitud total.

## Reproducción
Es ovíparo. 

## Hábitat
Es un pez de mar y, de clima subtropical y demersal.

## Distribución geográfica
Se encuentra en el Pacífico oriental: desde Carmelo (California central, los Estados Unidos) hasta el norte de la Baja California (México).

## Observaciones
Es inofensivo para los humanos. 